# C/N-forhold
C/N-forholdet er forholdet mellem indholdet af kulstof (C) og indholdet af kvælstof (N). Det kan beregnes for alle organiske stoffer, og det har stor betydning for tempoet i nedbrydningen af disse stoffer (førne). En liste over organiske materialers C/N-forhold vil vise, at de mest træagtige også er dem, der har det højeste C/N-forhold.

## Liste over C/N-forholdet i nogle typer organisk materiale
- Høvlspåner, savsmuld osv.: 500:1
- Ved: 200:1
- Bark: 100:1
- Halm, visne blade: 100:1
- grene, staudetop: 80:1
- hø, ensilage osv.: 50:1
- Bælgplantetop og tang: 20:1
- Møg: 15:1
- Dyrisk materiale og humus: 12:1
- Gylle: 8:1
- Urin: 1:1

Som det ses, standser forholdet normalt ved en magisk grænse på C/N = 12:1. Det skyldes, at her er forholdet blevet lig med forholdet i de dyr, der nedbryder stofferne, og så kan det ikke sænkes yderligere ad naturlig vej. Det er værd at lægge mærke til, at forholdet kan ændres på to måder: enten kan der fjernes noget kulstof, eller også kan der tilføres noget kvælstof. I naturen sker ændringen næsten altid på den første måde, nemlig ved at nedbryderne fordøjer det organiske stof. Som rest opstår der dels ekskrementer og dels CO2, der siver bort. Da CO2 indeholder kulstof, vil alle åndingsprocesser fjerne kulstof fra C/N-forholdet.
Ved kunstig tilførsel af overskydende kvælstof (f.eks. ved gødskning med salpeter, urin, gylle), kan visse bakterier dog nedbryde humus, så selv dette stof bliver udnyttet som energikilde. Dette forhold er baggrunden for, at humusindholdet i almindelig, dansk agerjord er faldet fra ca. 4% ved år 1900 til ca. 2% ved år 2000.
Bliver der gødet med urin eller gylle, er det vigtigt at lægge en mindre lag fugtig jord over urinen for at hindre ammoniakken i at fordampe til gene for mennesker og nogle planter.

## Eksterne links
- Bo Elberling og Christian Juncher Jørgensen: Kulstof & kvælstof på godt og ondt– Danske vådområders bidrag til drivhusgasbudgettet i Geoviden 2013, 4 side 9-12